# Viksäng
Viksäng är ett administrativt bostadsområde och en stadsdel i östra Västerås. Området består av delarna Viksäng och Ängsgärdet. Området avgränsas av järnvägen (Mälarbanan), E18, Österleden och Björnövägen.

## Stadsdelen Viksäng
På Viksäng fanns Västmanlands regemente åren 1906–1927. Inom området finns idag flera byggnader som påminner om den tiden, några av dessa är idag ombyggda till hyresbostäder. Gatorna är också namngivna som minne av detta, till exempel Soldatgatan, Regementsgatan, Infanterigatan. 
På området inom regementsområdet fanns också ett regementssjukhus på platsen där Viksängs centrum idag finns. Här behandlades de personer som drabbades av spanska sjukan 1918. En minnessten finns inom området där bronsplattor med namn på de 96 soldater som dog i sjukdomen finns namngivna. 
I Viksängs centrum finns bibliotek, apotek, livsmedelsaffär och familjeläkarmottagning bland annat. Viksäng har blandad bebyggelse, från villor, radhus till flerfamiljshus många byggda på 50 och 60-talen. Här ligger också Viksängsskolan och Ekbergaskolan.
Ortnamnet härstammar från Vick engen (belagt 1544) och anses avse en äng tillhörig kronan, syftar på en intilliggande vik av Västeråsfjärden.
Stadsdelen Viksäng avgränsas av Mälarstrandsgatan, E18, Österleden och Björnövägen.
Stadsdelen Viksäng gränsar i norr till Klockartorpet  och Skiljebo, i öster till Talltorp, och Berghamra, i söder till Öster Mälarstrand och i väster till Ängsgärdet.
Fotbollsprofilen Victor Nilsson Lindelöf växte upp med sin familj på Viksäng och gick på Viksängsskolan.

## Ängsgärdet
Ängsgärdet hyste under 1900-talets första hälft många bostäder, men är sedan 1970-talet ett industri- och handelsområde.